# Perisher
Perisher est une station de ski dans le sud des Snowy Mountains en Nouvelle-Galles du Sud, Australie, dans le comté de la Snowy River et le parc national du Kosciuszko. Perisher est situé à une quarantaine de kilomètres à l'ouest de la ville de Jindabyne et à 210 kilomètres au sud ouest de Canberra.  L'accès à cette station de ski à partir de Melbourne n'est pas commode, les skieurs de cette ville préfèrent aller aux stations de ski de l'état de Victoria. L'accès des véhicules se fait par la Kosciuszko Road de Jindabyne. En été, la route coûte 16 dollars australiens par voiture et 27 dollars en hiver. Il existe des pass pour les usagers fréquents de cette route. 
Avec 48 remontées mécaniques sur 1 245 hectares, et quatre villages (Perisher Valley (1720 m); Mont Blue Cow (1890 m); Smiggin Holes (1680 m) et Guthega (1640 m), Perisher est la station de ski la plus grande d'Australie. Perisher a le plus haut télésiège de l'Australie, il culmine à 2034 m d'altitude, juste sous le sommet de Perisher. Cette station de ski n'est pas équipée de téléphérique ni de télécabine. Des pistes de tous niveaux sont proposées, pour les novices comme pour les skieurs avancés. Le point culminant du Perisher se trouve à 2 054 mètres d'altitude. 
Habituellement, la saison de ski commence fin mai courant juin et se termine début octobre. En 2013, l'ouverture de la station est prévue le 8 juin, la fermeture est prévue le samedi 5 octobre d'après le site internet de la station. Le site internet de ski-info indique que les chutes de neige cumulées atteignent 483 cm par hiver en moyenne.
Le matériel de ski peut être loué ou acheté à Cooma, à une centaine de kilomètres de Perisher ou à Jindabyne. A Perisher, il est également possible de louer du matériel de ski mais pas d'en acheter. Plusieurs hôtels permettent de se loger à Perisher, mais il y a plus de possibilités de logement à Jindabyne.
Le ski a commencé à Smiggins en 1939. Des loges ont été construites en vallée de Perisher en 1952. La construction du Snowy Mountains Hydro-Electric Scheme, et l'afflux de migrants européens ayant l'expérience du ski, ont mené à la fondation de la station de sports d'hiver de Guthega dans les années 50. Blue Cow a été ouverte en 1987 et n'est accessible que par le Skitube, chemin de fer alpestre. Ce chemin de fer est souterrain, son départ est situé sur la route de Jindabyne a Thredbo.  Les quatre stations de sports d'hiver sont maintenant amalgamées.

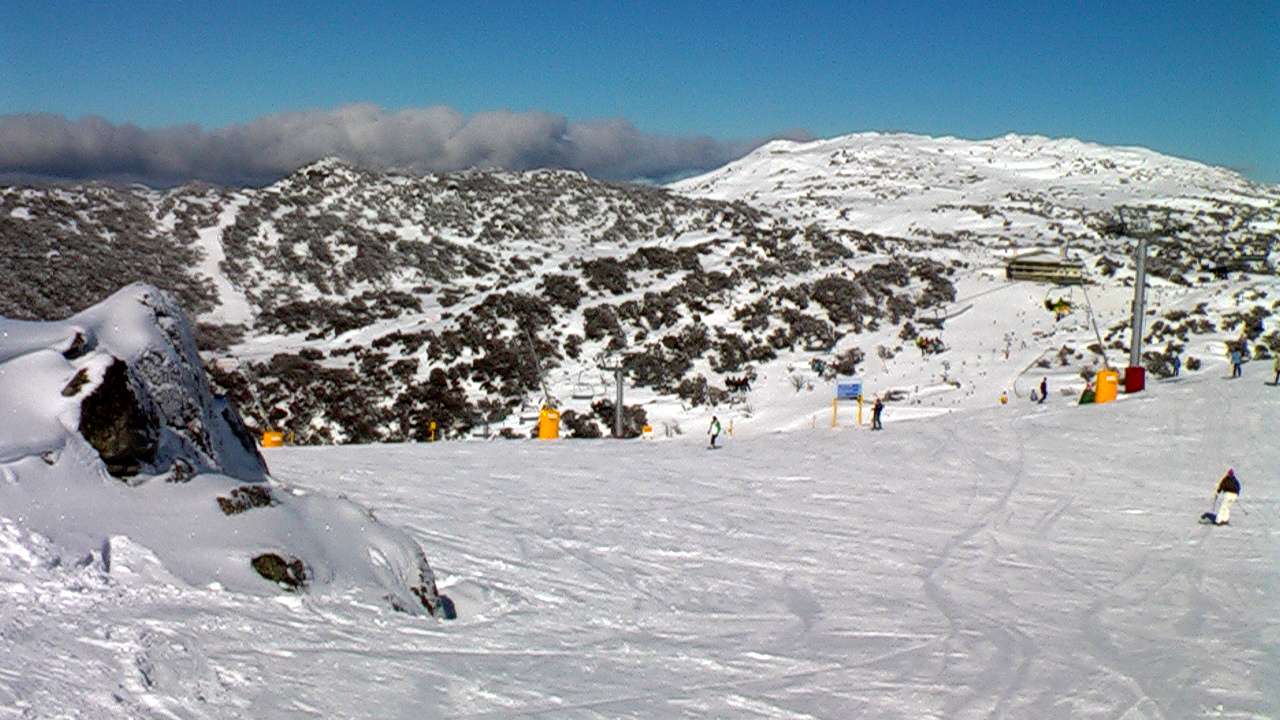
Vue de la station de Blue Cow, un des quatre domaines skiable de Perisher.
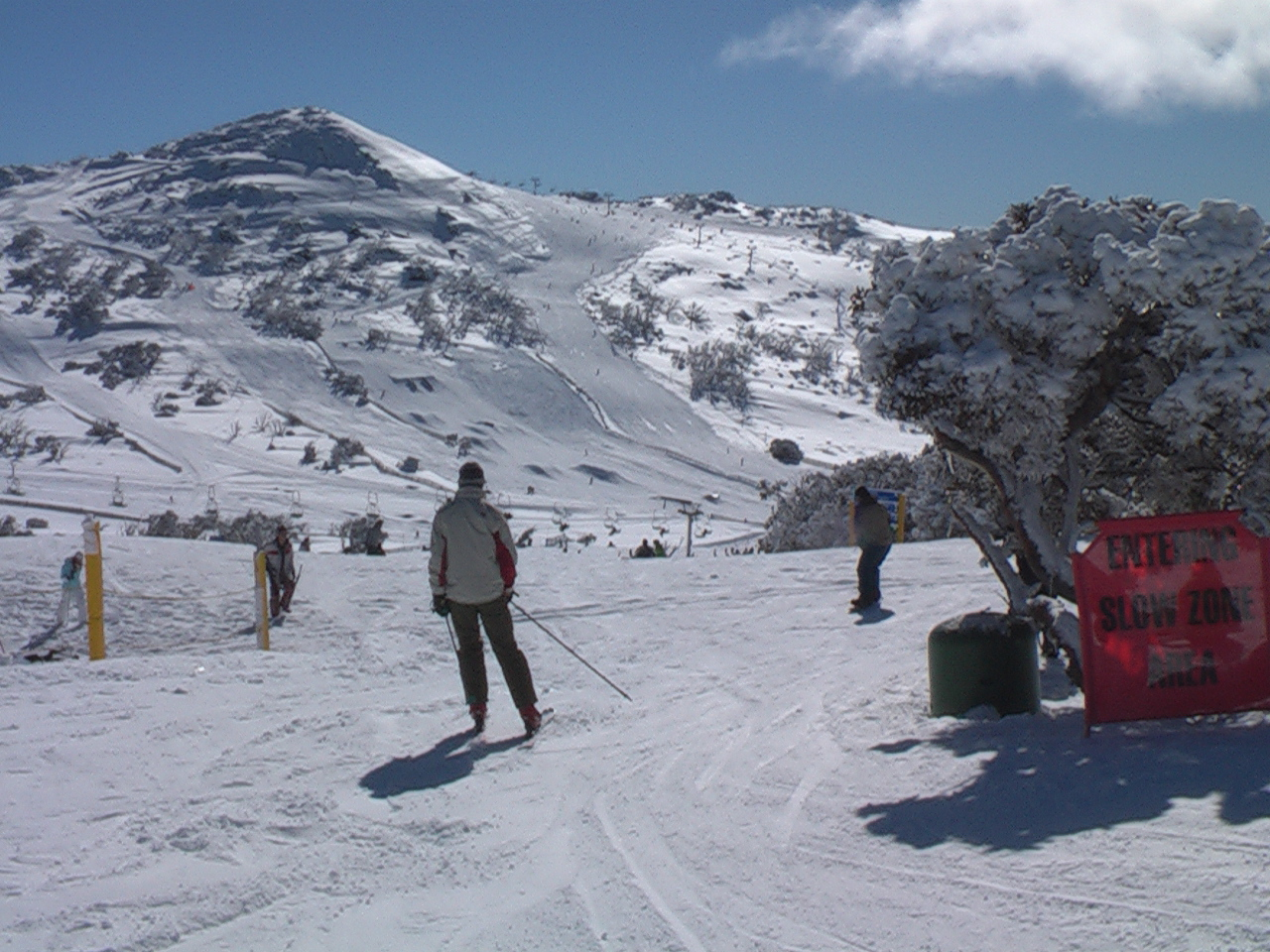
Mount Blue Cow
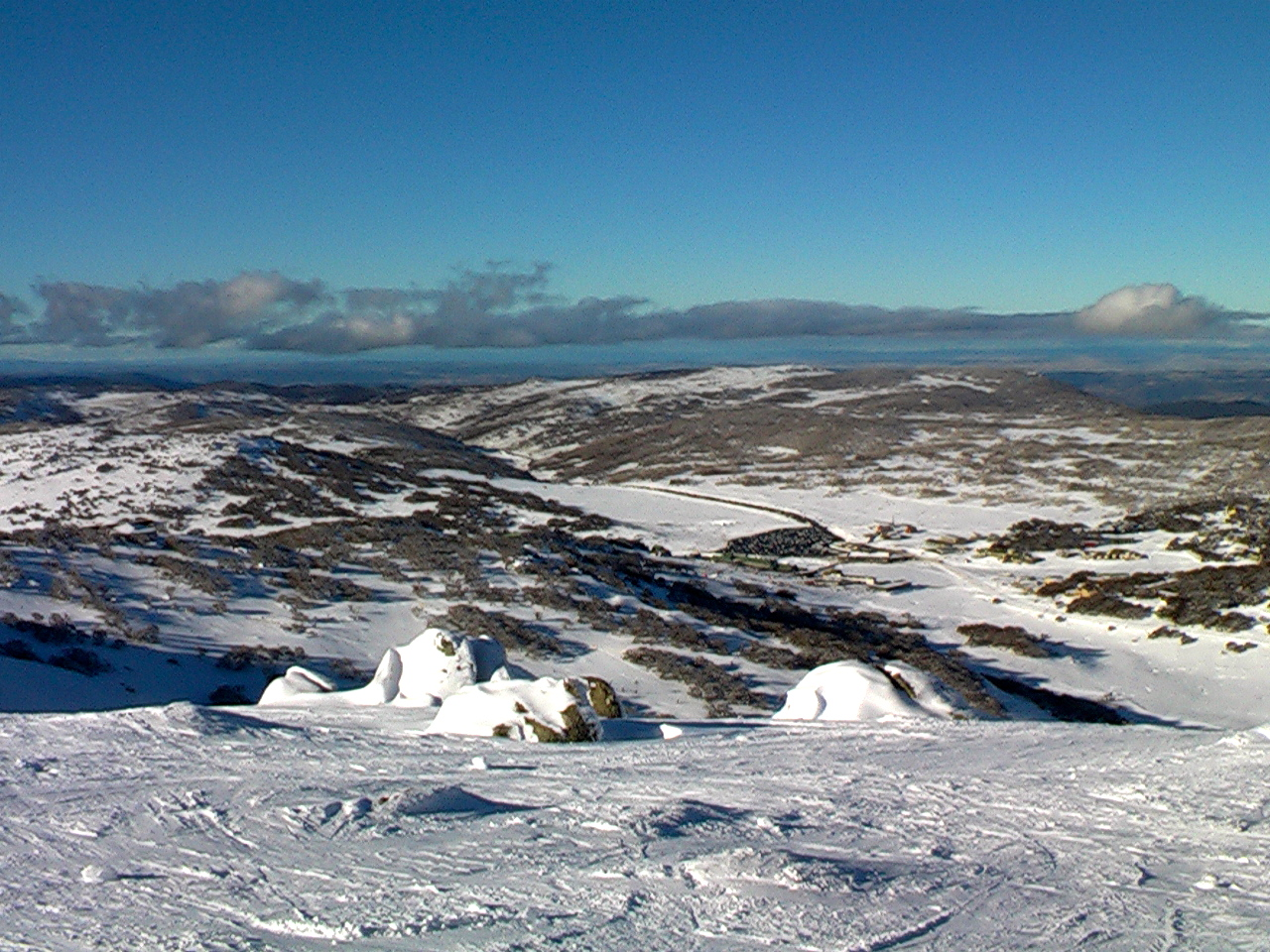
Vers le Perisher Valley du Mont Perisher
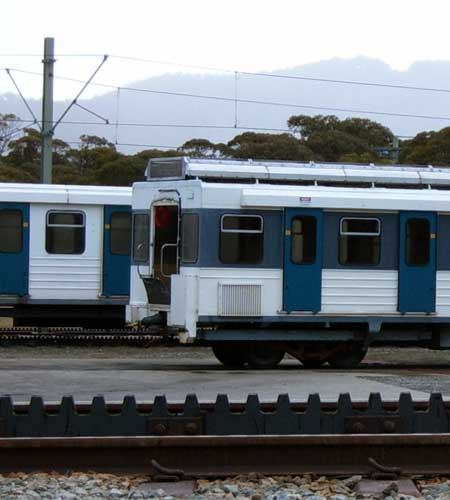
Le Skitube